# Limenitis enapius
Limenitis enapius är en fjärilsart som beskrevs av Hans Fruhstorfer 1908. Limenitis enapius ingår i släktet Limenitis och familjen praktfjärilar. Inga underarter finns listade i Catalogue of Life.